# Jaume Roig Padró
Jaume Roig Padró va ser un metge i polític català nascut a Reus el 1896. Es llicencià a la Universitat de Barcelona el 1917. Col·laborador habitual de Foment, una publicació on defensà el seu catalanisme d'esquerres. El 1921 va ser destinat a l'hospital militar de Melilla com a tinent de sanitat militar.
Segons Pere Anguera, el caràcter colonialista, monàrquic i espanyolista d'aquell exèrcit l'empenyé a abandonar la carrera militar quan ja havia assolit el grau de comandant. Col·laborà amb el Dr. Corachan en els treballs de compilació del Diccionari de Medicina. A la seva ciutat col·laborà a la premsa local (Les Circumstàncies, Revista del Centre de Lectura), en revistes especialitzades, com ara Fulls clínics i en revistes satíriques (La Patacada, L'Esquellot…). Del 1934 al 1936 va ser president del Centre de Lectura. El 1934 va ser detingut a Reus i el 1936 era candidat a les eleccions pel Foment Nacionalista Republicà, una veterana organització local, fundada el 1906, defensora del catalanisme d'esquerres, que es va integrar a Esquerra Republicana de Catalunya. Durant la guerra civil treballà al cos mèdic de l'exèrcit republicà i també va ser director dels serveis d'evacuació i secretari d'assistència social.
El 1939 es va exiliar, primer a la Costa Blava, amb els germans Antoni i Josep Andreu i Abelló, després a la República Dominicana, on actuà com a delegat de la Junta de Auxilio a los Republicanos Españoles i hi va fer classes en un centre d'ensenyament, i el 1941 se'n va anar cap a Mèxic, on el 1946 va publicar una novel·la: El darrer dels Tubaus, i col·laborà en revistes mèdiques i catalanes de l'exili, com ara Pont Blau, La Nostra Revista i Quaderns de l'exili. Va treballar amb la Comunitat Catalana de Mèxic i amb el Consell Nacional de Catalunya.
Va morir a Mèxic el 1969.